# 哈查錢卡山
17°58′S 66°55′W / 17.967°S 66.917°W
哈查錢卡山（Jach'a Ch'ankha），是玻利維亞的山峰，位於該國西部奧魯羅省塞爾卡多县，處於奧魯羅以東16公里，屬於安第斯山脈的一部分，海拔高度4,345米。